# Premio della Biblioteca del Congresso per la narrativa americana
Il Premio della Biblioteca del Congresso per la narrativa americana  (Library of Congress Prize for American Fiction) è un riconoscimento letterario assegnato annualmente alla carriera a scrittori e scrittrici statunitensi di narrativa la cui opera "racconti qualcosa di nuovo sull'esperienza americana".
Assegnato dalla Biblioteca del Congresso per mano del bibliotecario in carica durante il National Book Festival, è stato istituito nel 2008 con il nome di "Library of Congress Lifetime Achievement Award for the Writing of Fiction".
Rinominato dal 2009 al 2012 "Library of Congress Creative Achievement Award for Fiction", dal 2013 ha assunto l'attuale titolo di "Library of Congress Prize for American Fiction".

## Albo d'oro
- 2008 Herman Wouk[5]
- 2009 John Grisham
- 2010 Isabel Allende
- 2011 Toni Morrison
- 2012 Philip Roth
- 2013 Don DeLillo
- 2014 E. L. Doctorow
- 2015 Louise Erdrich
- 2016 Marilynne Robinson
- 2017 Denis Johnson[6]
- 2018 Annie Proulx[7]
- 2019 Richard Ford[8]
- 2020 Colson Whitehead[9]
- 2021 Joy Williams[10]
- 2022 Jesmyn Ward[11]
- 2023 George Saunders[12]
- 2024 James McBride[13]